# Nicole de Boer
Nicole de Boer (ur. 20 grudnia 1970 r. w Toronto w prowincji Ontario) – kanadyjska aktorka, która wystąpiła m.in. w roli Ezri Dax w serialu Star Trek: Deep Space Nine. Grała też w filmowych horrorach: Cube i Bal maturalny IV: Ocal nas od zła oraz licznych serialach i filmach telewizyjnych.

## Wybrana filmografia
- 1992: Bal maturalny IV: Ocal nas od zła jako Meagan
- 1995: Jungleground jako Caitlin Dean
- 1997: Cube jako Leaven
- 1998-1999: Star Trek: Stacja kosmiczna jako Ezri Dax
- 2002-2007: Martwa strefa jako Sarah Bannerman
- 2008: Tornado w Nowym Jorku jako dr Cassie Lawrence
- 2009: Suck jako Susan
- 2010-2015: Przystań jako Marion Caldwell (serial, 3 odcinki)
- 2011: Magnetyczne tornado jako Rebecca
- 2016: Corrupt jako Kate MacIntyre
- 2016-2021: Śledczy do pary jako Becca D'Orsay
- 2021: Range Roads[1] jako Suzanne